# 분모의 유리화
유리화(Rationalization)는 무리수가 있는 분수에서, 분모 부분을 유리수로 바꾸는 과정을 지칭한다. 단, 분모가 {\displaystyle \pi }, {\displaystyle e}, 또는 제곱근 기호가 없이 그냥 무리수인 수는(예를 들어, {\displaystyle 0.01001000100001000001\cdots }.)유리화가 불가하다.

## 단항식 근호의 유리화
중등 교과에 나오는 기법으로서, 분모에 단항식의 근호가 있을 경우 동일한 값을 분모와 분자에 모두 곱한다. 이러한 과정을 통하여도 분수 자체의 값에는 변화가 없다. 예를 들어 다음과 같은 분수가 있다고 하자.
{\displaystyle {\frac {10}{\sqrt {5}}}}
이 경우 분모와 분자에 모두 {\displaystyle {\sqrt {5}}}를 곱한다. 그리하여,
{\displaystyle {\frac {10}{\sqrt {5}}}={\frac {10}{\sqrt {5}}}\cdot {\frac {\sqrt {5}}{\sqrt {5}}}={\frac {10{\sqrt {5}}}{{\sqrt {5}}^{2}}}}
위와 같이 계산된다. 제곱근을 제곱했으므로 근호가 사라지고 다음과 같이 간단하게 값이 바뀐다.
{\displaystyle {\frac {10{\sqrt {5}}}{5}}=2{\sqrt {5}}}
이 방법보다 더 쉬운 방법은 {\displaystyle 10=2{\sqrt {5}}\times {\sqrt {5}}}이므로 {\displaystyle {\frac {10}{\sqrt {5}}}={\frac {2{\sqrt {5}}\times {\cancel {\sqrt {5}}}}{\cancel {\sqrt {5}}}}=2{\sqrt {5}}}.
또, {\displaystyle a<0,b<0}인 경우를 제외하고는 모두 {\displaystyle {\sqrt {a}}\times {\sqrt {b}}={\sqrt {ab}}}이고, {\displaystyle a>0,b<0}인 경우를 제외하면 모두 {\displaystyle {\frac {\sqrt {a}}{\sqrt {b}}}={\sqrt {\frac {a}{b}}}}이므로, 다음과 같다.
{\displaystyle {\frac {10}{\sqrt {5}}}={\frac {\sqrt {100}}{\sqrt {5}}}}. {\displaystyle a,b} 모두 양수이므로, {\displaystyle {\frac {\sqrt {100}}{\sqrt {5}}}={\sqrt {\frac {100}{5}}}={\sqrt {20}}={\sqrt {4}}{\sqrt {5}}=2{\sqrt {5}}}.

## 다항식 근호의 유리화

### 두 개의 항이 있는 경우
인수분해 공식 {\displaystyle (a+b)(a-b)=a^{2}-b^{2}}를 이용하면 두 개의 제곱근을 포함한 분모를 유리화 할 수 있다. 즉, 분모와 분자에 그 켤레(conjugate)를 곱하여 분모를 유리수로 만들 수 있다. 예를 들어 다음과 같은 수가 있다고 하자.
{\displaystyle {\frac {3}{{\sqrt {3}}+{\sqrt {5}}}}}
이 경우 분모와 분자에 모두 {\displaystyle {{\sqrt {3}}-{\sqrt {5}}}}를 곱하여 해결한다. 그러므로
{\displaystyle {\frac {3}{{\sqrt {3}}+{\sqrt {5}}}}\cdot {\frac {{\sqrt {3}}-{\sqrt {5}}}{{\sqrt {3}}-{\sqrt {5}}}}={\frac {3({\sqrt {3}}-{\sqrt {5}})}{{\sqrt {3}}^{2}-{\sqrt {5}}^{2}}}={\frac {3({\sqrt {3}}-{\sqrt {5}})}{3-5}}={\frac {3({\sqrt {3}}-{\sqrt {5}})}{-2}}}

### 세 개 이상의 항이 있는 경우
이 경우 두 개의 항을 하나의 항으로 보고 묶어서 계산할 수 있다. 다음의 예가 있다.
{\displaystyle {\frac {1}{1+{\sqrt {2}}+{\sqrt {5}}}}}
이 경우 {\displaystyle 1+{\sqrt {2}}}를 하나의 항으로 보고 계산한다. 즉,
{\displaystyle {\frac {1}{1+{\sqrt {2}}+{\sqrt {5}}}}={\frac {1}{(1+{\sqrt {2}})+{\sqrt {5}}}}\cdot {\frac {(1+{\sqrt {2}})-{\sqrt {5}}}{(1+{\sqrt {2}})-{\sqrt {5}}}}={\frac {1+{\sqrt {2}}-{\sqrt {5}}}{(1+{\sqrt {2}})^{2}-{\sqrt {5}}^{2}}}}
{\displaystyle {\frac {1+{\sqrt {2}}-{\sqrt {5}}}{3+2{\sqrt {2}}-5}}={\frac {1+{\sqrt {2}}-{\sqrt {5}}}{-2+2{\sqrt {2}}}}}
가 되므로 이 이후로는 이제 두 개의 항이 있는 경우와 동일하게 계산하면 된다.
또, {\displaystyle {\sqrt {2}}+{\sqrt {5}}}를 하나의 항으로 보고 계산할 수도 있다.
{\displaystyle {\frac {1}{1+{\sqrt {2}}+{\sqrt {5}}}}}{\displaystyle ={\frac {1}{1+({\sqrt {2}}+{\sqrt {5}})}}\times {\frac {1-({\sqrt {2}}+{\sqrt {5}})}{1-({\sqrt {2}}+{\sqrt {5}})}}}{\displaystyle ={\frac {1-{\sqrt {2}}-{\sqrt {5}}}{(1)^{2}-({\sqrt {2}}-{\sqrt {5}})^{2}}}}{\displaystyle ={\frac {1-{\sqrt {2}}-{\sqrt {5}}}{1-(2-2{\sqrt {10}}+5)}}}{\displaystyle ={\frac {1-{\sqrt {2}}-{\sqrt {5}}}{1-(7-2{\sqrt {10}})}}}{\displaystyle ={\frac {1-{\sqrt {2}}-{\sqrt {5}}}{1-7+2{\sqrt {10}}}}}{\displaystyle ={\frac {1-{\sqrt {2}}-{\sqrt {5}}}{-6+2{\sqrt {10}}}}}.

### 삼중근을 포함하는 경우
분모에 삼중근을 포함하는 경우 {\displaystyle (a^{2}+ab+b^{2})(a-b)=a^{3}-b^{3}}등 과 같은 다양한 인수분해 공식을 활용하여 공략할 수 있다. 예를 들어, 다음과 같은 값이 주어져 있다고 하자.
{\displaystyle {\frac {1}{{\sqrt[{3}]{2}}-{\sqrt[{3}]{3}}}}}
이 경우, 인수분해 공식을 활용하여 다음과 같이 계산한다.
{\displaystyle {\frac {1}{{\sqrt[{3}]{2}}-{\sqrt[{3}]{3}}}}={\frac {1}{{\sqrt[{3}]{2}}-{\sqrt[{3}]{3}}}}\cdot {\frac {{\sqrt[{3}]{4}}+{\sqrt[{3}]{6}}+{\sqrt[{3}]{9}}}{{\sqrt[{3}]{4}}+{\sqrt[{3}]{6}}+{\sqrt[{3}]{9}}}}={\frac {{\sqrt[{3}]{4}}+{\sqrt[{3}]{6}}+{\sqrt[{3}]{9}}}{2-3}}=-{\sqrt[{3}]{4}}-{\sqrt[{3}]{6}}-{\sqrt[{3}]{9}}}
위와 같이 계산된다.